# 細粒蛙螺
細粒蛙螺（学名：Bufonaria subgranosa）为蛙螺科赤蛙螺屬下的一个种。